# Romilius zotale
Romilius zotale är en stekelart som beskrevs av Walker 1842. Romilius zotale ingår i släktet Romilius och familjen Scelionidae. Inga underarter finns listade i Catalogue of Life.